# Ernst Marischka
Ernst Marischka (Wenen, 2 januari 1893 – Chur, 12 mei 1963) was een Oostenrijkse filmregisseur en scriptschrijver, die vooral bekend werd van de Sissi-trilogie, over het leven van keizerin Elisabeth van Oostenrijk-Hongarije.
Marischka was een broer van Hubert Marischka, eveneens een bekend regisseur.
Ten tijde van het uitkomen van het eerste deel van de Sissi filmcyclus in 1955 had Marischka reeds vijftien jaar ervaring als regisseur, en ruim veertig jaar als auteur. In 1913 was de film Der Verschwender uitgebracht (buiten Oostenrijk uitgebracht als Der Millionenonkel), waarvan Marischka het scenario had geschreven.

## Filmografie (als regisseur)
- 1940: Sieben Jahre Pech
- 1942: Sieben Jahre Glück
- 1942: Dove andiamo, signora?
- 1943: Sette anni di felicità
- 1943: Ein Walzer mit dir
- 1943: Abenteuer im Grandhotel
- 1944: Der Meisterdetektiv
- 1949: Passione secondo S. Matteo
- 1951: Verklungenes Wien
- 1951: Zwei in einem Auto
- 1952: Saison in Salzburg
- 1952: Hannerl
- 1953: Hurra - ein Junge!
- 1953: Der Feldherrnhügel
- 1953: Du bist die Welt für mich
- 1954: König der Manege
- 1954: Mädchenjahre einer Königin
- 1955: Die Deutschmeister
- 1955: Sissi
- 1956: Opernball
- 1956: Sissi - Die junge Kaiserin
- 1957: Scherben bringen Glück
- 1957: Sissi - Schicksalsjahre einer Kaiserin
- 1958: Das Dreimäderlhaus
- 1958: Der Veruntreute Himmel
- 1959: Alt Heidelberg
- 1962: Forever My Love

## Filmografie (als auteur)
- 1913: Der Millionenonkel
- 1915: Zwei Freunde
- 1927: Der Orlow (operette)
- 1931: Die Verliebte Firma (verhaal)
- 1932: Voyage de noces
- 1932: Der Diamant des Zaren
- 1932: Paris-Méditerranée
- 1932: Zwei in einem Auto
- 1932: Ich will nicht wissen, wer du bist (verhaal en adaptatie, vernoemd op titelrol als Ernest Marischka)
- 1932: Hochzeitsreise zu dritt
- 1933: Waltzes from Vienna (musical, niet vernoemd op de titelrol)
- 1933: Muß man sich gleich scheiden lassen (boek)
- 1933: Ein Lied für dich
- 1933: Tout pour l'amour
- 1933: Rákóczi induló
- 1934: La Chanson de l'adieu
- 1934: The Queen's Affair (toneelstuk: Die Konigin)
- 1934: Mein Herz ruft nach dir
- 1934: My Song for You (musical: Ein Lied für Dich, niet vernoemd op titelrol)
- 1934: Mon coeur t'appelle
- 1934: Frühjahrsparade
- 1934: Abschiedswalzer
- 1935: Stradivarius (scenario)
- 1935: Winternachtstraum
- 1935: Eva
- 1935: Stradivari
- 1935: Ich liebe alle Frauen
- 1935: Vergiss mein nicht
- 1935: J'aime toutes les femmes
- 1936: Mädchenjahre einer Königin
- 1936: Konfetti
- 1937: Zauber der Boheme
- 1938: Die Unruhigen Mädchen
- 1938: Dir gehört mein Herz
- 1938: Immer wenn ich glücklich bin...!
- 1939: Opernball (adaptatie)
- 1939: Das Abenteuer geht weiter
- 1939: Marionette (verhaal)
- 1939: Il Sogno di Butterfly
- 1940: Sieben Jahre Pech
- 1940: Rosen in Tirol
- 1940: Pazza di gioia (verhaal)
- 1940: Wiener G'schichten
- 1940: Spring Parade (verhaal)
- 1940: Melodie eterne
- 1941: Dreimal Hochzeit
- 1941: Frau Luna (adaptatie)
- 1942: Sieben Jahre Glück (verhaal, scenario)
- 1942: Wiener Blut
- 1942: Dove andiamo, signora? (verhaal, scenario)
- 1943: Sette anni di felicità (verhaal, scenario)
- 1943: Abenteuer im Grandhotel (verhaal, scenario)
- 1944: In flagranti
- 1944: Schrammeln
- 1945: A Song to Remember (verhaal)
- 1946: Die Fledermaus
- 1946: Sag' die Wahrheit
- 1947: Addio Mimí! (verhaal)
- 1950: Hochzeitsnacht im Paradies
- 1951: Amore e sangue (verhaal, scenario)
- 1951: Schatten über Neapel (verhaal, scenario)
- 1951: Verklungenes Wien
- 1951: Zwei in einem Auto
- 1952: Saison in Salzburg
- 1952: Hannerl
- 1953: Der Feldherrnhügel
- 1953: Du bist die Welt für mich
- 1954: König der Manege
- 1954: Mädchenjahre einer Königin
- 1955: Die Deutschmeister (scenario)
- 1955: Sissi
- 1956: Opernball (adaptatie)
- 1956: Sissi - Die junge Kaiserin
- 1957: Scherben bringen Glück
- 1957: Sissi - Schicksalsjahre einer Kaiserin
- 1958: Das Dreimäderlhaus
- 1958: Der Veruntreute Himmel
- 1959: Alt Heidelberg (boek)
- 1961: Saison in Salzburg
- 1962: Hochzeitsnacht im Paradies
- 1962: Forever My Love

- Bibsys: 4002340
- Biblioteca Nacional de España: XX1287721
- Bibliothèque nationale de France: cb14042768k (data)
- Gemeinsame Normdatei: 120522004
- International Standard Name Identifier: 0000 0001 0854 6997
- Library of Congress Control Number: n82246137
- Nationale Bibliotheek van Letland: 000238907
- MusicBrainz: ca88699a-24a4-4318-a003-6dbcec9403ab
- Nationale Bibliotheek van Tsjechië: xx0040345
- Nationale Bibliotheek van Israël: 987007341518505171
- Nationale Bibliotheek van Polen: a0000001870823
- Nederlandse Thesaurus van Auteursnamen: 072405813
- Istituto Centrale per il Catalogo Unico: CUBV059230
- SNAC: w6kn3dq5
- Système universitaire de documentation: 159129427
- Virtual International Authority File: 2672148
- WorldCat: E39PBJvhrJTmbY7pKdk7Xkwpyd